# 波普-凡諾伊蘭丁 (阿拉斯加州)
波普-凡諾伊蘭丁（英語：Pope-Vannoy Landing）是位於美國阿拉斯加州湖泊-半島自治市鎮的一個非建制地區和人口普查指定地區。根據2010年美國人口普查，該地共人口6人，而該地的面積約為148.30平方千米。

## 地理
波普-凡諾伊蘭丁的座標為59°32′15″N 154°31′50″W / 59.53750°N 154.53056°W，而該地的平均海拔高度為0米（即0英尺）。